# Dr.DOWNER
Dr.DOWNER（ドクターダウナー）は神奈川県横須賀市出身のオルタナティヴ・ロック、パンク・ロック、エモ等にカテゴライズされる日本のバンド。2004年活動開始。

## メンバー
- 猪股ヨウスケ 結成時ベース・ボーカル、2010年〜ギター・ボーカル
- 星野サトシ 結成時ギター・ボーカル、2010年〜ベース・ボーカル
- フナヤマ ギター(2022年〜)
- 庄村聡泰　2024年〜ドラム[1]

### 旧メンバー
- 椎名ユウスケ
  - ドラム、結成メンバー、2005年脱退
- 高橋"JUDI"ケイタ
  - ギター、2006年加入、2016年脱退
- ゆうちょ
  - ギター、2017年加入、2021年脱退
- 小石トモアキ
  - ドラム、2005年加入、2024年脱退

## 来歴
2003年に猪股ヨウスケと高橋"JUDI"ケイタの在籍していたバンド「SAFETY SECOND」が活動停止。猪股が椎名ユウスケ、星野サトシの二人を集め、2004年から活動を開始した。2005年、椎名ユウスケが脱退した。その後、小石トモアキが加入。
2006年、高橋"JUDI"ケイタが加入。
2009年、レーベル「cosmic note」からミニアルバム「スーサイドソルジャーマン26」をリリース。
2010年、ベース・ボーカルであった猪股がギター・ボーカルに、ギタリストであった星野がベースにパートチェンジ。
2011年、後藤正文ディレクションによる1stアルバム「ライジング」をレーベル「only in dreams」よりリリース。
2013年、Ki/oon Musicより後藤正文プロデュースによる2ndアルバム「幻想のマボロシ」リリース。
2016年、高橋"JUDI"ケイタ脱退。猪股、星野、小石の3人での活動となる。
2017年、新メンバーゆうちょ（ギター）加入。4人編成になる。
2018年、3rdアルバム「Goodbye, bright city」（only in dreams）よりをリリース。
2021年、ゆうちょが脱退。
2022年、フナヤマ（ギター）が参加。ミニアルバム「End Roll」（cosmic note）をリリース。レコーディング、ミックスは全て猪股が担当した。
2024年6月、小石が脱退。11月にドラムとして[Alexandros]のドラマーだった庄村聡泰の加入。「Konnichiha,sayonara」を配信リリース。

## その他
SAFETY SECONDのドラマーであった大工原幹雄はその後Qomolangma Tomatoに加入、現在はサニーデイ・サービスのドラマー。
メンバー全員が横浜DeNAベイスターズのファンであることが知られている。

## ディスコグラフィー

### アルバム
|          | 発売日         | タイトル                   | 規格品番  | 収録曲 | 備考              |
| -------- | -------------- | -------------------------- | --------- | --- | ----------------- |
| 1st mini | 2006年12月05日 | 向こう側のレディオガール   |           | 1. レディオガール 2. 向こう側 3. 4ディメンションジェネレーション 4. 横須賀ディスコード 5. シャララデイズ 6. In My Mind                                                                                    | cosmic note       |
| 2nd mini | 2009年01月14日 | スーサイドソルジャーマン26 | EZCD-26   | 1. 六浦コーリング 2. スーサイドジェネレーションインポッシブルコミュニケーション 3. トゥエンティーエイジソルジャー 4. メモリーマンが行く 5. フラストレーションシティー 6. D.K.N. 7. ANARCHY IN THE 逗子    | cosmic note       |
| 1st      | 2011年07月06日 | ライジング                 | ODCP-001  | 1. Rock'n Roll負け犬 2. さよならティーンエイジ 3. パンクロック音頭 4. バビロンタウン 5. まちぼうけ 6. 暴走列車 7. フラストレーションシティー 8. ユーウツ祭りスタイル 9. ライジング 10. 明日、晴れればいい | only in dreams    |
| 2nd      | 2013年07月03日 | 幻想のマボロシ             | KSCL-2257 | 1. 幻想のマボロシ 2. 悲しい歌が鳴り響く前に 3. レインボー 4. 砂漠のサーカス 5. どうだっけ 6. 10月 7. ロストホープ 8. 池子ライトニングサンダー 9. 絶望はとっくに飽きたのさ 10. 毎日                        | オリコン最高108位 |
| 3rd      | 2018年06月06日 | Goodbye, bright city       | ODCP-018  | 1. そんな朝 2. モーニングストレンジャーズ 3. 1999 4. ウェザーニュース 5. Kurage 6. MAYONAKA 7. 冥土September 8. Sad Song 9. グッバイ、ブライトシティー                                                    | only in dreams    |
| 4th      | 2022年8月24日  | End Roll                   | EZCT-87   | 1. 燃えろ、バーストシティー 2. Summer night blues 3. リピート 4. 0468 5. 昔の話 6. 間違い探し 7. エンドロール                                                                                             | cosmic note       |

### EP
さよならティーンエイジ / 2010年6月23日リリース
1. さよならティーンエイジ
2. オレVSインソムニアック
3. 世界は終わる
4. ラストソング

## 主なライブ

### ワンマンライブ・主催イベント
| 開催日         | タイトル                                | 備考                                       |
| -------------- | --------------------------------------- | ------------------------------------------ |
| 2011年12月18日 | Dr DOWNER presents"グッバイ and ハロー" | 渋谷CYCLONE w/LOSTAGE, COCOBAT, 宮本菜津子 |